# Promulgationslag
Promulgationslag kallas ibland den särskilda lag eller författning, som utfärdas i samband med antagandet av en ny, mera omfattande lag och som avser att meddela nödvändiga övergångsbestämmelser för att därigenom möjliggöra en lämplig anpassning efter förut gällande rätt i de stycken och för den tid, där en omedelbar och fullständig tillämpning av den nya lagen skulle medföra svårigheter. Den rätt, som sålunda under övergångstiden blir gällande, betecknades förr ibland som intertemporal rätt.